# Linea Sakai
La linea Sakai (境線?, Sakai-sen) è una breve ferrovia regionale di circa 18 km a scartamento ridotto che unisce la città di Yonago, nella prefettura di Tottori con quella di Sakaiminato, anch'essa nella medesima prefettura, in Giappone. La linea è gestita dalla West Japan Railway Company (JR West) ed è a binario singolo privo di elettrificazione.

## Stazioni
- Tutte le stazioni si trovano nella prefettura di Tottori
- Le stazioni hanno dei soprannomi legati ai mostri della serie GeGeGe no Kitaro.

| Stazione         | Giapponese | Nickname        | Nickname     | Dist. interst. | Dist. totale | Rapido | Collegamenti            | Posizione   |
| ---------------- | ---------- | --------------- | ------------ | -------------- | ------------ | ------ | ----------------------- | ----------- |
| Yonago           | 米子       | Nezumi-Otoko    | ねずみ男     | -              | 0.0          | ●      | Linea principale San'in | Yonago      |
| Bakurōmachi      | 博労町     | Koro-pok-guru   | コロポックル | 1.0            | 1.0          | ｜     |                         | Yonago      |
| Fujimichō        | 富士見町   | Zashiki-warashi | ざしきわらし | 0.5            | 1.5          | ｜     |                         | Yonago      |
| Gotō             | 後藤       | Doro-ta-bō      | どろたぼう   | 0.7            | 2.2          | ●      |                         | Yonago      |
| Sambommatsuguchi | 三本松口   | Sodehiki-Kozō   | そでひき小僧 | 1.1            | 3.3          | ｜     |                         | Yonago      |
| Kawasakiguchi    | 河崎口     | Kasabake        | 傘化け       | 2.0            | 5.3          | ｜     |                         | Yonago      |
| Yumigahama       | 弓ヶ浜     | Azukiarai       | あずきあらい | 1.9            | 7.2          | ●      |                         | Yonago      |
| Wadahama         | 和田浜     | Tsuchikorobi    | つちころび   | 2.5            | 9.7          | ｜     |                         | Yonago      |
| Ōshinozuchō      | 大篠津町   | Sunakake Babā   | 砂かけばばあ | 1.4            | 11.1         | ｜     |                         | Yonago      |
| Yonago Aeroporto | 米子空港   | Betobeto-san    | べとべとさん | 1.6            | 12.7         | ●      |                         | Sakaiminato |
| Nakahama         | 中浜       | Ushi-oni        | 牛鬼         | 0.5            | 13.2         | ●      |                         | Sakaiminato |
| Takamatsuchō     | 高松町     | Sunekosuri      | すねこすり   | 1.1            | 14.3         | ｜     |                         | Sakaiminato |
| Amariko          | 余子       | Konaki-jiji     | こなきじじい | 0.7            | 15.0         | ●      |                         | Sakaiminato |
| Agarimichi       | 上道       | Ittan-momen     | 一反木綿     | 1.3            | 16.3         | ｜     |                         | Sakaiminato |
| Babasakichō      | 馬場崎町   | Kijimuna        | キジムナー   | 0.9            | 17.2         | ●      |                         | Sakaiminato |
| Sakaiminato      | 境港       | Kitaro          | 鬼太郎駅     | 0.7            | 17.9         | ●      |                         | Sakaiminato |

## Materiale rotabile
- Automotrice KiHa 40
- Automotrice KiHa 121